# Сорокин, Андрей Олегович
Сорокин Андрей Олегович (род. 18 октября 1974, Вязьма, Смоленская область, РСФСР, СССР) — российский спортсмен, бодибилдер.

## Биография
Родился 18 октября 1974 года в Вязьме (Смоленская область) в семье сварщика и поварихи.
В самом начале спортивной карьеры занимался боксом. После того, как тренер уехал, закрылась боксёрская секция и Андрей увлекся тяжёлой атлетикой, а позже пауэрлифтингом. Перед призывом в армию Сорокин успел выполнить норматив КМС. В 21 год получил звание мастера спорта России, а позже и международного мастера. В начале 2000-х был в резерве сборной России по пауэрлифтингу.
Во время соревнований Андрей получил тяжёлую травму — отрыв бицепса вместе с костью. Врачи запретили ему поднимать большие веса, но Андрей не мог оставаться вне спорта. Он оставил пауэрлифтинг и начал заниматься бодибилдингом. Через год после травмы он стал бронзовым призёром на Кубке России. На конец 2011 года Андрей являлся атлетом № 1 среди российских бодибилдеров по рейтингу журнала «Геркулес». К концу 2012 года первое место в рейтинге всё ещё было за ним. Имеет звание мастера спорта международного класса не только по пауэрлифтингу, но и по бодибилдингу.
Несколько лет прожил в Санкт-Петербурге, в 2010 году вернулся обратно в Вязьму. Сейчас тренирует в собственном спортзале в Вязьме. Однако, по его заявлению, он остаётся членом команды «Спортлайф» и будет выступать за Санкт-Петербург. Из-за того, что ему приходится разрываться между Вязьмой и Санкт-Петербургом, сорвалось присвоение титула почётного гражданина города Вязьма.
В крупных турнирах больше не планировал участвовать — победой в Arnold Classic Europe он «поставил красивую точку в своей карьере».
Несмотря на это, в октябре 2012 принял участие в двух областных чемпионатах - Смоленской и Брянской областей, где стал вторым и первым в абсолютной категории соответственно. Примечательно, что в Брянске он обошёл смолянина Владимира Ащеулова, который три дня назад обошёл Андрея на 1 балл на чемпионате Смоленской области. После чего принял участие в чемпионате России, проходившем в Казани 26-29 октября 2012 года, где стал чемпионом России в категории до 100 кг, и вторым в абсолютной. Владимир Ащеулов, тоже выступавший в этой категории, во второй раз проиграл Сорокину и стал третьим. Через несколько дней А. Сорокин принял участие в Кубке чемпионов-2012, ещё через неделю – на любительском чемпионате мира в Эквадоре.
Женат, имеет сына и дочь.

## Спортивные достижения

### Пауэрлифтинг (ФПР)[5]
- 1999 — 8 место на Кубке России по пауэрлифтингу в категории до 90 кг, сумма 785 кг;
- 2000 — 3 место на Кубке России по пауэрлифтингу в категории до 90 кг, сумма 832.5 кг;
- 2002 — 6 место на Кубке России по пауэрлифтингу в категории до 100 кг, сумма 860 кг;
- 2002 — 2 место на Кубке Москвы по пауэрлифтингу и чемпионату в отдельных упражнениях в категории до 100 кг, сумма 860
- 2003 — 5 место на Кубке России по пауэрлифтингу в категории до 100 кг, сумма 930 кг;
- 2003 — 3 место на Территориальном чемпионате Центра и Юга России в категории до 100 кг, сумма 880 кг;
- 2004 — 2 место на Территориальном чемпионате Центра и Юга России в категории до 100 кг, сумма 910 кг;
- 2005 — 8 место на Чемпионате России ФПР по пауэрлифтингу в категории до 110 кг, сумма 945 кг;
- 2005 — 1 место на Территориальном чемпионате Центрального и Южного федеральных округов России в категории до 110 кг, сумма 960;
- 2006 — 3 место на Кубке России по пауэрлифтингу в категории до 100 кг, сумма 965 кг;
- 2006 — 3 место на Чемпионате России ФПР по пауэрлифтингу в категории до 100 кг, сумма 980 кг — в приседании был установлен Рекорд России, 395 кг;
- 2006 — 1 место на Территориальном чемпионате Центрального и Южного федеральных округов России в категории до 100 кг, сумма 930 кг;

### Бодибилдинг[6]

#### 2007
- 3 место на Кубке России в категории до 90 кг
- 4 место на Чемпионате России в категории до 90 кг
- 1 место на Кубке Смоленска в категории до 90 кг

#### 2008
- 1 место на Чемпионате Смоленской области в категории до 95
- 1 место на Чемпионате Санкт-Петербурга и Ленинградской области в категории до 100 кг, 2 место в абсолютной категории
- 2 место на Чемпионате России в категории до 100 кг
- 5 место на Кубке мэра г. Каменск-Уральского в абсолютной категории
- 4 место на Чемпионате Тюменской области в абсолютной категории
- 2 место на Колизей Классик в абсолютной категории

#### 2009
- 1 место на Кубке Смоленской области в абсолютной категории
- 1 место на Кубке Северо-Западного ФО, в категории до 100 кг
- 1 место на Кубке Москвы в категории до 100 кг, 3 место в абсолютной категории
- 1 место в абсолютной категории на Кубке России в категории до 100 кг

#### 2010
- 1 место на Кубке Северо-Западного ФО в категории до 100 кг, 2 место в абсолютной
- 1 место в абсолютной категории на Чемпионате Восточной Европы (С.-Петербург)[7]
- 1 место в категории до 100 кг на любительском «Arnold Classic», 1 место в абсолютной категории[8]

#### 2011
- 3 место на Гран-При «Байкал» (Иркутск)
- 1 место в абсолютной категории на Чемпионате Смоленской области
- 1 место в категории до 100 кг на любительском «Arnold Classic Europe», 1 место в абсолютной категории[9]

#### 2012
- 2 место в абсолютной категории на Чемпионате Смоленской области
- 1 место в абсолютной категории на Чемпионате Брянской области
- 1 место в категории свыше 100 кг на Чемпионате Северо-Западного ФО, 2 место в абсолютной
- 1 место в категории до 100 кг на Чемпионате России, 1 место в абсолютной категории
- 4 место в абсолютной категории на Кубке Чемпионов (Москва)
- 6 место в категории до 100 кг на 66-м Любительском Чемпионате Мира (Гуайяквил, Эквадор)[10]
- 4 место на Кубке мэра г. Каменск-Уральский, абсолютная категория

#### 2014
- 1 место в абсолютной категории на Чемпионате Смоленской области
- 1 место в абсолютной категории на Чемпионате Санкт-Петербурга и Ленинградской области
- 1 место в абсолютной категории на Чемпионате Брянской области
- 1 место в категории до 100 кг на Чемпионате России, 3 место в абсолютной
- 2 место в абсолютной категории на Кубке мэра г. Каменск-Уральский
- 5 место в абсолютной категории на Кубке Чемпионов (Москва)
- 2 место в категории свыше 100 кг на Любительской Олимпии (Москва)